# Arenaria bertolonii
Arenaria bertolonii är en nejlikväxtart som beskrevs av Adriano Fiori. Arenaria bertolonii ingår i släktet narvar, och familjen nejlikväxter. Inga underarter finns listade i Catalogue of Life.